# Ignacio Espinosa Borges

Ignacio Alberto Espinosa Borges

Ignacio Alberto Espinosa Borges (Mercedes, 3 de julio de 1903 - Montevideo, 1986) fue un escritor y bibliotecólogo uruguayo.

## Biografía
Luego de realizar los estudios secundarios se graduó en la Escuela de bibliotecología de la Universidad de la República. Comenzó a trabajar en la Biblioteca Nacional en 1945, donde creó y dirigió el Departamento de Relaciones Interbibliotecarias y posteriormente el Instituto Nacional del Libro, en el cual asumió el cargo de director. En 1964 publicó el libro "Artigas - Fundador de la primera Biblioteca Pública de del Uruguay" en homenaje a los 200 años del nacimiento del prócer uruguayo. Gracias a dicha obra obtuvo el Premio Municipal de Historia entregado por el Concejo Departamental de Montevideo.
Además de esta obra, publicó otras referidas a estudios sobre bibliotecnia y brindó numerosas conferencias sobre temas relacionados con la bibliotecología. Sobre estos temas también participó en congresos y reuniones en España, país al que fue invitado en 1964 por el Instituto Nacional del Libro Español.
En el marco de su trabajo como director del Instituto Nacional del Libro promovió la creación de más de 140 nuevas bibliotecas en el territorio uruguayo y el reparto de más de 400.000 libros.

## Obra
- Artigas - Fundador de la primera Biblioteca Pública de del Uruguay (1964)
- Problemas Bibliotecarios del Uruguay (1968)